# Font Guineu (Bertí)
La Font Guineu és una font del poble de Bertí, en el terme municipal de Sant Quirze Safaja, a la comarca del Moianès.
Està situada a 725 metres d'altitud, 70 metres al nord-est d'on el Sot de Bernils s'aboca en el Sot de Querós, al sud-est del Solell del Soler i al nord-oest del Puig Descalç, al sud-oest de l'extrem del Serrat de Querós.